# ليان ميتشيل
ليان ميتشيل (بالإنجليزية: Leanne Mitchell)‏ هي مغنية بريطانية، ولدت في 14 ديسمبر 1983 في Lowestoft ‏ في المملكة المتحدة.

## وصلات خارجية
- ليان ميتشيل على موقع ميوزك برينز (الإنجليزية)
- ليان ميتشيل على موقع ديسكوغز (الإنجليزية)